# A Perfect Contradiction
A Perfect Contradiction es el tercer álbum de estudio de la cantante inglesa Paloma Faith lanzado por Sony Music Entertainment el 10 de marzo de 2014. Musicalmente, el álbum es un álbum pop, con elementos de R&B, jazz, soul, Motown y disco. El álbum recibió críticas mixtas a positivas; generó seis sencillos; "Can't Rely on You", "Only Love Can Hurt Like This", "Trouble with My Baby", "Ready for the Good Life", "Leave While I'm Not Looking" and "Beauty Remains"; los primeros dos de estos se ubicaron entre los 10 primeros en el Reino Unido y "Only Love Can Hurt Like This" encabezó los rankings en Australia.
El 15 de septiembre de 2014, se anunció que una versión reempaquetada del álbum, titulada A Perfect Contradiction: Outsiders 'Edition, se lanzará el 10 de noviembre de 2014, pospuesta desde la fecha original del 3 de noviembre de 2014. También incluye tres canciones nuevas. como una versión reorganizada de "Changing", la colaboración de Faith con Sigma.